# 2588 Flavia
2588 Flavia è un asteroide della fascia principale. Scoperto nel 1981, presenta un'orbita caratterizzata da un semiasse maggiore pari a 2,4575794 UA e da un'eccentricità di 0,2115893, inclinata di 2,26234° rispetto all'eclittica.